# 홀로도모르

1933년 하르키우의 거리에 굶어죽은 시체가 굴러다니고 있다.

Recognition of the Holodomor as a genocide:
Officially recognized as an act of genocide
Officially condemned as an act of extermination
Officially not recognized as an act of genocide

홀로도모르(우크라이나어: Голодомор)는 1932년부터 1933년까지 소련의 자치 공화국인 우크라이나 소비에트 사회주의 공화국에서 발생한 대기근으로 250만명에서 350만명 사이 사망자가 발생한 것으로 추정한다. 1930년대 소련 대기근의 일환이었다. 홀로도모르는 우크라이나어로 '아사(餓死)'라는 뜻이다.
우크라이나, 오스트레일리아, 헝가리, 리투아니아, 미국, 캐나다, 바티칸 시국의 정부국회는 이 사건을 공식적으로 집단살해(genocide)로 인정한 바 있다. 우크라이나 정부는 매년 11월 네 번째 주 토요일을 대기근 희생자 추모 기념일로 지정했다.

## 개요
소련에서 1921년과 1922년에 이미 있었던 가뭄과 기근, 그리고 미래의 1947년 기근과는 달리 1932-33년에 우크라이나에서 일어난 대기근은 사회 기반 시설의 붕괴 또는 전쟁으로 인한 것이 아니라 정치적·행정상의 결정으로 비롯됐다.
스탈린의 농장 집단화 정책은 소련의 농촌 지역에서 커다란 반발을 불러일으켰는데, 이는 특히 농장 개인 경영의 전통이 깊은 우크라이나와 돈강 유역에서 심했다. 이는 농산물 수출로 급속한 산업화에 필요한 자본을 공급하려던 스탈린의 계획에 위협이 되었다. 농산물의 생산이 기대에 못미치자 정부는 그 책임을 부농(富農)인 쿨라크(Кулак)들에게 전가시키고, 이들이 생산한 곡물을 내놓지 않고 있다며 부농들의 농장을 습격, 식용 또는 종자용을 포함해서 보관된 모든 곡물들을 모조리 가져갔다. 농민들은 집단 농장에 농사일에 필요한 소들을 내놓느니 차라리 도축했다. 일할 소들의 부족으로 농사 지을 수 있는 면적은 급격히 줄어들었다.
그 결과는 참담하여 몇 달이 지나서 비옥한 토지로 유명한 우크라이나의 농촌은 대기근을 맞이하게 되었다. 홀로도모르의 피해는 도시 지역은 거의 대부분 피해가고 주로 농촌 지역의 인구에 나타났다. 소련 정부는 처음에는 기근에 대한 보고를 인정하지 않았으며 외국 기자들이 기근 지역에 출입하는 것을 막았다. 정치국과 지역 당위원회에서는 "성실한 농부"들이 해를 입지 않도록 즉시 단호한 조치를 취할 것을 촉구했으며 구역별 당위원회들은 모든 어린이들에게 우유를 지급하도록 지시받고 굶주리는 이들에게 식량을 공급하기 위해 물자를 동원하는 데 실패하거나 기아로 인한 환자들에게 입원을 거부하면 기소하게 될 것이라고 지시받았다. 그러나 이런 조치들은 역부족이었다. 한편 우크라이나의 농민들이 굶어죽는 동안에도 소련의 농산물 수출은 증가했다. 절대다수의 증언에 따르면 기차를 통해 기아를 탈출하려던 수많은 어린이들이 당국에 의해 체포되어 보육원에 보내지거나 농촌으로 되돌려져 곧 영양실조로 사망했다.
대기근에 대한 정보가 새나가는 것을 막기 위해 돈강 유역, 우크라이나, 북카프카스, 쿠반 등지에서 출입이 금지됐다. 그러는 한편 스탈린은 농장 집단화를 반대했거나 1920년대의 우크라이나 민족주의 정책을 지지했던 우크라이나 관리들을 숙청하여 우크라이나에 대한 중앙정부의 통제 수위를 높였다.
한편 외화벌이용 곡물 수탈은 계속되어 농민들의 반발이 잇따랐으나 당국은 마을을 통째로 강제이주시키는 등 반발에 강력히 대처했다.
그리고 이는 1941년 독소전쟁 초기 우크라이나인들이 나치 독일군을 해방자로 맞아들이게 되는 이유가 되었다.

## 역사학적 평가(서방&러시아)

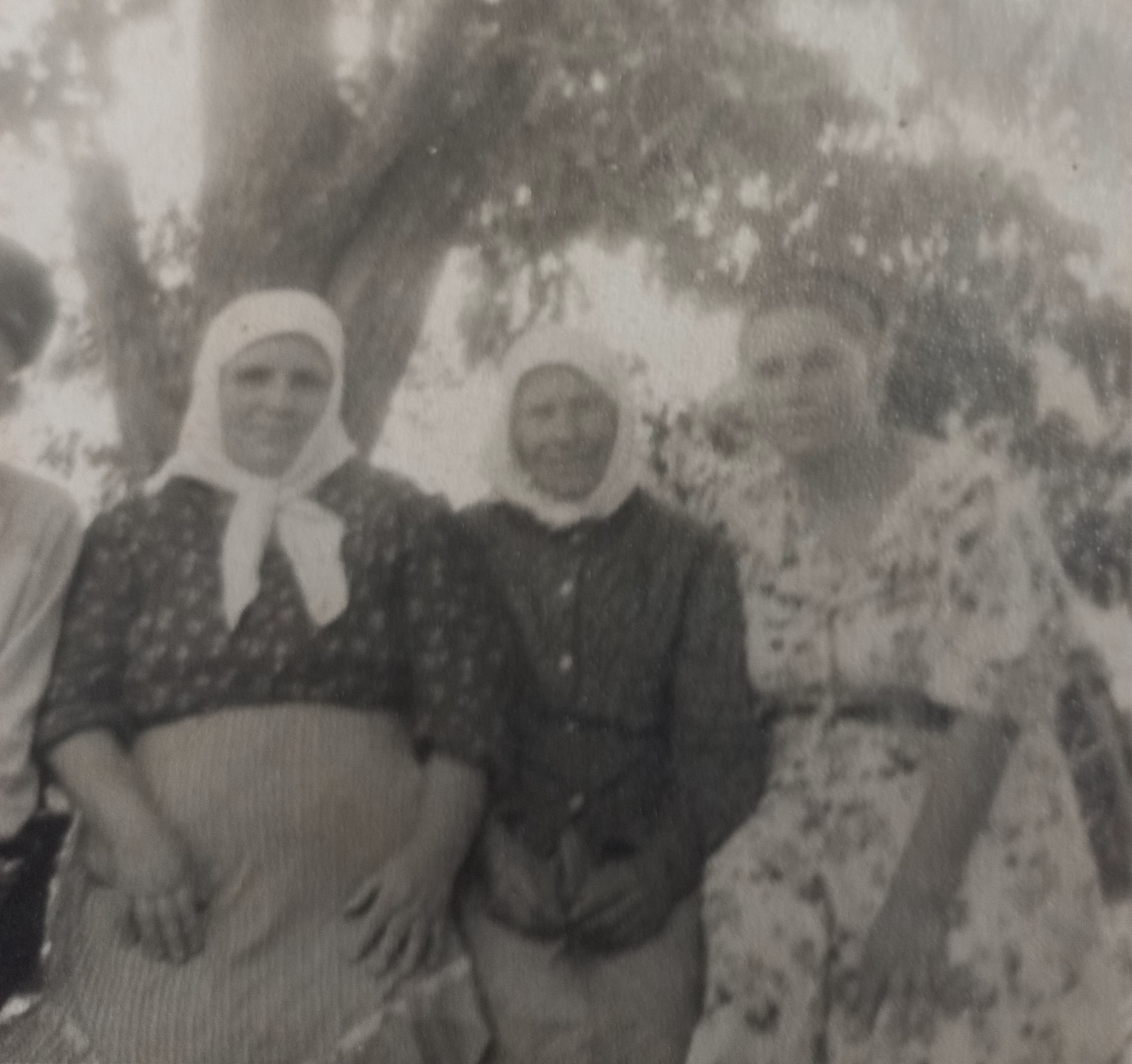
루키야 스타첸코 - 사람들을 굶주림으로부터 구한 몇 안 되는 영웅 중 한 명으로 알려진 농부 여성(가운데, 사진 1955년)

대체적으로 학자들은 스탈린의 고의적 제노사이드설은 인정하지 않으나 제노사이드설이 부정받을 뿐이지 우크라이나 대기근이 '사람이 만들었다'(man-made)정설까지 부정하지는 않는다. 역사학계에서 논쟁이 없는 정설은 스탈린 정권이 이념 혹은 무지에 의한 인위적인 결과가 기근의 원인이라는 점이다. 이점은 대숙청의 대표적인 '수정주의'로 유명했던 아치 게티의 논문에서도 알 수 있다. 아치 게티는 제노사이드설을 주장하는 일부 학자들의 증거없는 주장을 반박하면서도 다음 사실들을 논문에서 지적하고 있다.
무지에서든 이념에서든 스탈린은 수백만 명의 사망자를 낸 집단화 정책의 창시자 이자 수행자였다. 그것은 나나 다른 사람에 의해 논쟁된 적이 없다. 그러나 분명한 것은 나쁜 정책은 고의적인 민족 제노사이드가 아니다.

우크라이나 그리고 다른 지역을 황폐화시킨 기근이 어느정도 사람이 만든 것(some extent man-made)이라는 점은 의심의 여지가 거의 없지만, 그것이 고의적인 것인지 아닌지는 여전히 논란이 되고 있다.
아치 게티도 우크라이나 대기근이 어느정도 사람이 만든 것임이 의심의 여지가 거의 없다고 평가한다.
스탈린의 개인 기록 보관소와 서신을 포함한 몇몇의 새롭게 공개된 문서들은 그가 정말로 1920년대 후반의 식량난, 집단화에 대한 저항, 굶주린 지역에서의 농민 탈출, 심지어 기근 그 자체가 조직화된 쿨락의 저항이나 현장에 있는 요원들이 용기가 없는 것이 원인이었다고 믿었다. 그에게 있어, 이점들은 단지 어리석은 정책을 옹호를 위한 전가가 아니었다, 비록 그런 이유도 많았지만. 그는 정말로 믿었다. 적 쿨락들의 교활한 음모에 스탈린주의 상상력은 영원히 사로잡혔다.
스탈린 정권이 상상력에 의한 믿음으로 탄압했음을 설명한다.
우리가 찾은 특별한 서류철에서, 예를 들면, 스탈린이 내린 비밀 명령으로 곡물 수출을 줄이거나, 곡물의 정확한 양을 줄이거나 씨앗(곡물 종자)을 마을로 보낼 것을 지시했다. 아마 스탈린은 그의 당이 직면한 것을 방해하지 않기위해 그 모든 것을 극비로 해야한다고 판단: 포기해서는 안 된다. 주저하는 것은 광범위한 후퇴를 촉발시킬 수 있다. 만약 스탈린이 다른 사람들을 돕고 있다는 것을 일부 지방들이 알게 된다면 무자비한 정책의 개념이 약화된다.
스탈린이 무고한 피해자가 있음을 알고 일부를 구제하기 했지만 이것은 비밀 명령이었고 그 사실을 극비로 해서 다른 지역에 알려지지 못하게 했다.
스탈린에겐 제노사이드가 의도는 분명히 없었고 무고한 희생이 존재함을 나중에 알고 일부 피해자들을 구제하긴 했지만 이점을 고의적으로 숨겼다. 그리고 자신의 상상력에 근거해 정책을 계속 수행했고, 잘못이 드러나자 타인에게 책임도 전가했다.
아치 게티도 스탈린이 부당한 비판을 받는다는 주장같은건 하지 않았고, 스탈린이 일부 농민들을 구제한 사실은 극비명령이었기에 아치게티도 스탈린을 옹호하는 맥락으로 인용하지 않는다, 아치 게티는 대기근이 스탈린 정권의 무지나 이념으로 만들어낸 결과라는 건 인정하고 짚어 넘어간 다음에 제노사이드설을 반박하고 있다.

대기근이 소련의 정치적 탄압의 결과로 평가받음은 적색테러 전문가인 테플랴코프 박사의 러시아의 전문 논문에서 볼 수 있다.
국제적인 학술단체 «메모리얼» 관리국장 А.Б.로긴스코에 따르면, 1921년 이래 소련에서는 정치적 이유가 있는 형사법적 사건이 5백만건이 된다. 이들 중 약 10%가 여러 차례 유죄 판결을 받은 것을 고려하면, 정치적 테러의 희생자수는 450만명이 된다. 여기에 보충하면 강제추방된 700만명이 있다. 그러므로 소련이 정치적 이유로 광범위하게 탄압한 희생자의 수는 약 1150-1250만명이다.(내전 희생자의 상당수가 빠진 숫자이다.) 또한 이 숫자에는 «라스쿨라치바니예» 및 홀로도모르 피해자가 빠져 있다, 1921—1922, 1932−1933, 1946−1947년. [정치적 탄압의 숫자에]이것을 떨어트리는 것을 불가능하다, 기근의 사망률의 가장 중요한 이유는 정치적 해결법과 경제적 계산 착오이다: 최소 500만명의 목숨을 빼앗은 1920년대 초반 기근,1932-1933 — 최대 6,7백만명 희생자, 1946-1947 — 최대 150만명.[중략]
«소비에트 마을의 비극» 계획 관계자들이 숫자를 보다 정확하게 한 «커다란 테러»의 희생자 수:1937-1938년에 체포자 중 총살사형으로 판결받는 현상이 현저히 더 크게 일어났다— 이전에 생각되던 68만 2천명이 아닌 72만 5천−74만명. 일부 특히 잔인하고 난폭한 징벌 정책 사항 몇개의 연구가 있다, 예를 들면, 1933년 나림스콤 지방 유형자들의 광범위한 전멸의 역사. 이 출판물은 다음 부분들을 인상적으로 생기가 넘치게 묘사한다,«청소»당한 숫자를 포함하여, 형사상으로 제일 작은 부분에 속하는 자들, 또한 강제 집단화에 반대한 사람들, 방랑자, 집시들이 시베리아 습지에서 먹을 것도 거처도 없이, 그들과 함께 추방된 상습범죄자들에 의해 테러를 당할 운명들. 망명자와 더불어, 정권 가장자리에 있는 대량의 버림받은 피압박자 집단에 대한 혁신적 성격의 전문적인 논문이다.[중략]

공산주의 테러가 다양한 기능을 수행했음을 연구원들은 현재 인정한다.(겁을 주는 실재하거나 상상된 적대자를 제거, 볼셰비키 독재의 강화, 새로운 사회체제 편성, 적대적 사회집단의 대표자 인물들과 민족집단에 대한 청소) 보편적인 단 한가지로 설명하는 것을 거부한다. 신중한 서구의 역사가들 중 많은 사람들이 다음과 같은 설명에 동의한다, 테러 및 독재 형벌 기관이 레닌주의-스탈린주의 시기 에 사회적-경제적 및 군사적-외교적 해결과제를 유효하게 해결하려는 욕구를 위해 강요됐다는 것, 탄압이 사회주의적 근대화의 피할 수 없는 대가라는 것을 이해한다.
반면 소련 농업사를 전공한 웨스트버지니아대학교 교수인 마크 타우거(Mark B. Tauger)는 홀로도모르 당시 소련 정부가 구제정책을 실행하였고, 기근의 원인은 인위적인 요쇼가 아닌 기근 전에 있던 흉작에 있음을 강조했다.
소련 정부는 소량의 곡물들을 보유하고 있었지만, 그럼에도 불구하고 인구를 먹여 살리기 위해 식량을 끊임없이 배포했다. 소련 전역이 식량 부족에 실질적으로 직면했고, 곡물 수매량과 배분량에 대한 정보가 의심의 여지 없이 정확했다는 사실에 미루어볼 때, 당대의 소련이 명실상부하게도 극심한 식량 부족에 부딪혔기 때문에, 기근의 가장 큰 요인은 바로 1931년과 1932년의 흉작에 있었다.

## 여담
2006년 개봉한 랜드 오브 데드는 우크라이나에서 상영이 금지되었다. 이는 좀비들이 사람을 잡아먹는 것이 이 시절을 기억하게 만든다는 이유였다.

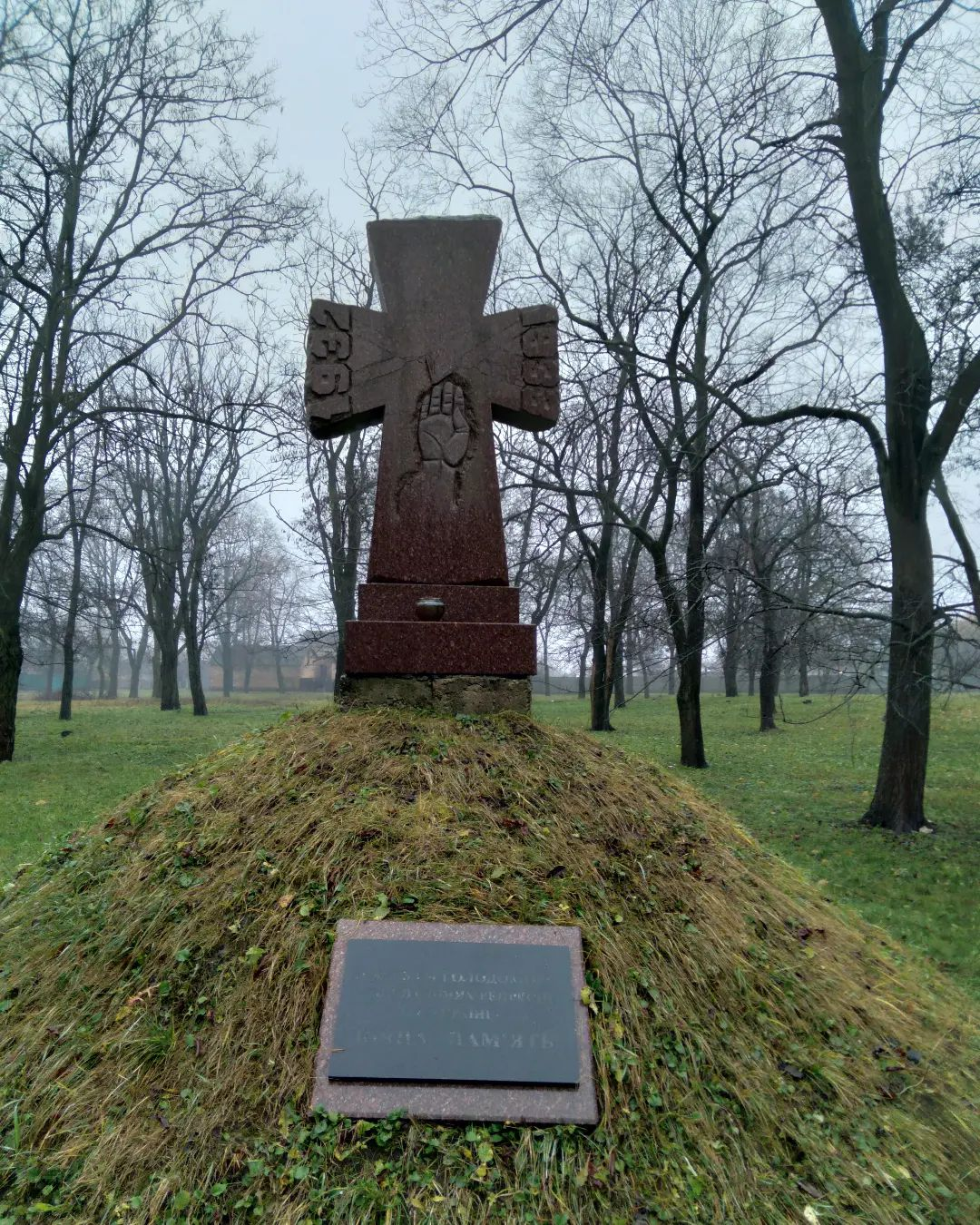
우크라이나의 한 도시에 있는 홀로도모르 희생자 추모비(2022년 홀로도모르 90주년 기념일에 촬영한 사진)

## 같이 보기
- 고난의 행군
- 3년 대기근(en:Great Chinese Famine, 중국어: 三年大饑荒)
- 대약진 운동
- 경신대기근
- 가레스 존스